# Theodor-Otto Lindenschmidt
Theodor-Otto Lindenschmidt (* 3. Oktober 1917 in Freudenberg (Siegerland); † 25. Januar 1982 in Hamburg-Harburg) war ein deutscher Chirurg.

## Leben
Lindenschmidt studierte an der Albert-Ludwigs-Universität Freiburg, der Universität Rostock und der Universität Hamburg Medizin. 1944 wurde er in Hamburg zum Dr. med. promoviert. Von 1945 bis 1947 war er an der Medizinischen Universitätsklinik bei Arthur Jores und Hans Heinrich Berg tätig. In der Eppendorfer Klinik befreundete er sich mit dem Maler Hanno Edelmann. Wie die leitende OP-Schwester förderte er ihn über viele Jahre. Er wechselte 1948 an die Chirurgische Universitätsklinik zu Georg Ernst Konjetzny und habilitierte sich 1952 bei dessen Nachfolger Albert Lezius. Anschließend war er Oberarzt bei Ludwig Zukschwerdt. 1959 von der Universität Hamburg zum apl. Professor ernannt, wurde er zum Chefarzt der II. Chirurgischen Klinik vom AK Barmbek gewählt. 1962 und 1966 leitete er in Hamburg die 90. und 98. Tagung der Vereinigung Nordwestdeutscher Chirurgen. 1970 war er Präsident der Deutschen Gesellschaft für Chirurgie. Er war von 1969 bis 1982 Hauptschriftleiter von Der Chirurg. Der Schwager des Hannoveraner Internisten Fritz Hartmann verstarb kurz vor seinem Eintritt in das Rentenalter im AK Harburg an einem rezidivierten Blasenkrebs. Er veröffentlichte eine erste umfassende Monografie zur chirurgischen Pathophysiologie – dem Klassiker war in 2. Auflage als „Vielmännerbuch“ der Erfolg versagt geblieben.

## Veröffentlichungen (Auswahl)
- mit Volker Bay und Erhard Carstensen: Kompendium der prä- und postoperativen Therapie. G. Thieme, Stuttgart 1966.
- Pathophysiologische Grundlagen der Chirurgie in ihrer Auswirkung auf chirurgisches Handeln. G. Thieme, Stuttgart 1958,  2. Auflage ebenda 1975, ISBN 978-3-13-372702-0.